# Liste der Stolpersteine in der Provinz Grosseto

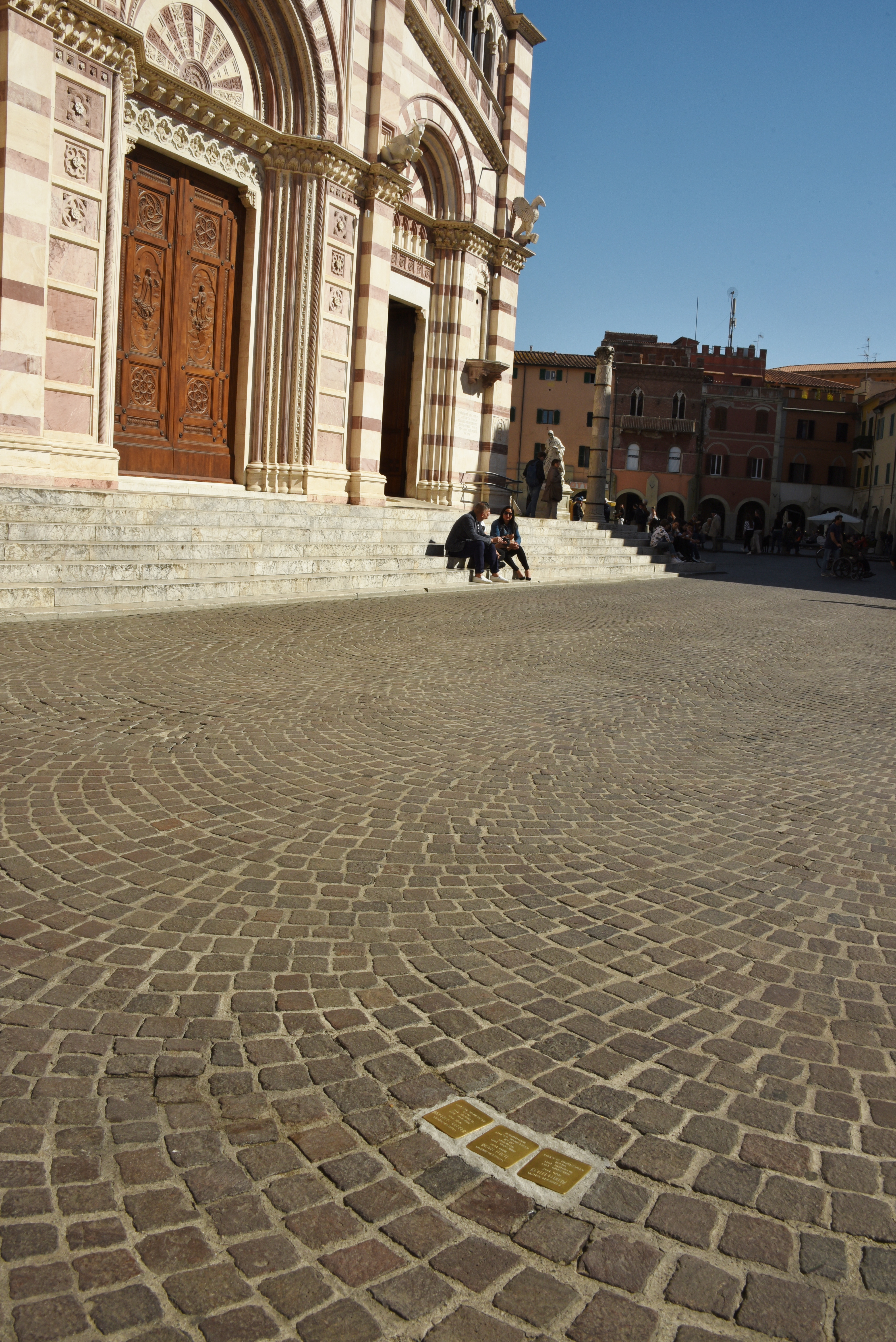
Stolpersteine in Grosseto

Die Liste der Stolpersteine in der Provinz Grosseto enthält die Stolpersteine, die vom Kölner Künstler Gunter Demnig in der Provinz Grosseto verlegt wurden. Diese Provinz befindet sich in der italienischen Region Toskana. Stolpersteine erinnern an das Schicksal der Menschen, die von den Nationalsozialisten ermordet, deportiert, vertrieben oder in den Suizid getrieben wurden. Sie liegen im Regelfall vor dem letzten selbstgewählten Wohnsitz des Opfers, in Grosseto jedoch vor dem Rathaus und dem Dom.
Die ersten Verlegungen in dieser Provinz erfolgten am 13. Januar 2017 in Grosseto. Die italienische Übersetzung des Begriffes Stolpersteine lautet: Pietre d’inciampo.

## Verlegte Stolpersteine

### Grosseto
In Grosseto wurden drei Stolpersteine verlegt.

Die Tabelle ist teilweise sortierbar; die Grundsortierung erfolgt alphabetisch nach dem Familiennamen.
| Stolperstein | Übersetzung                                                                                            | Verlegeort                    | Name, Leben |
| ------------ | --- | ----------------------------- | --- |
|              | IN GROSSETO WOHNTE ALBO BELLUCCI JG. 1907 VERHAFTET 1943 DEPORTIERT 1944 GUSEN ERMORDET 22.4.1945      | Piazza del Duomo · Grosseto · | Albo Bellucci wurde 1907 in Grosseto, in der Region Toskana geboren. Angetrieben von republikanischen Ansichten schloss sich Bellucci als junger Erwachsener im Jahr 1935 den kommunistischen Bewegungen seiner Stadt an. Als im September 1936 an einer Hausmauer Grossetos eine Seite der Zeitung L’Intransigeant mit revolutionären Inhalten angebracht wurde, verdächtigte man sofort den jungen Antifaschisten Bellucci. Obwohl er seine Unschuld dank eines Schriftgutachtens beweisen konnte, wurde er am 1. April 1937 von den Behörden angehalten und abgemahnt. Diese Abmahnung führte schließlich dazu, dass er seine Anstellung beim Gericht von Grosseto verlor. Zur damaligen Zeit drohte den Bürgern, die gegen die Regierung revoltierten, nicht nur finanzielle Bedrängnis durch die Verluste ihrer Anstellungen, sondern auch direkte physische Gewalt. Auch Albo Bellucci blieb nicht verschont und wurde im Laufe der kommenden Monate, bis Oktober 1937, laut seinem kommunistischen Kameraden Aristeo Banchi, schrecklich zugerichtet. Während des Krieges, im Jahr 1941, halfen Albo Bellucci und Enrico Orlandini Aristeo Banchi dabei, die Verbindungen innerhalb der kommunistischen Partei zu stärken und veranstalteten zu diesem Zweck mehrere Zusammenkünfte. Ein Spion schlich sich jedoch ein und ließ die Gruppe auffliegen. Daraufhin wurde Anzeige erstattet. Bellucci und drei seiner Kameraden wurden am 4. Februar 1942 verhaftet und am 27. März 1942 für ein Jahr in ein kleines Dorf in der Basilikata verbannt. Als Bellucci am 31. Oktober desselben Jahres auf Bewährung freigesprochen wurde, blieb er seinen antifaschistischen Überzeugungen trotz allem treu. Nach dem Waffenstillstand vom 8. September 1943 nahm Albo Bellucci an den ersten Versammlungen des Militärkomitees der Provinz teil. Diese fanden in der Villa Mazzoncini in der Via Mazzini in Grosseto statt. Diese Vereinigung war der Wegbereiter für die Widerstandsbewegung des Comitato Provinciale di Liberazione Nazionale und sollte die ersten Aktionen der Partisanen in der Provinz koordinieren. Im Rahmen einer Razzia am 26. November 1943 auf Tullio Mazzoncinis Gut Campospillo in der Gemeinde Magliano in Toscana wurde die Bewegung von der Guardia Nazionale Repubblicana zerschlagen. Albo Bellucci wurde erneut verhaftet. Dieses Mal zusammen mit Ultimino Magini in Paganico. Alle Versuche seiner Kameraden ihn zu befreien scheiterten. Albo Bellucci war zusammen mit Tullio Mazzoncini und Giuseppe Scopetani zuerst im Gefängnis von Siena, dann in jenem Parmas in Haft. Anfang des Jahres 1944 wurden die drei Antifaschisten ins KZ Mauthausen deportiert. Tullio Mazzoncini überlebte das KZ als einziger der drei, Albo Bellucci starb am 22. April 1945 in Gusen, einem der schrecklichsten Außenlager Mauthausens. Mazzoncini verbrachte den Rest seines Lebens damit, Informationen und Spuren seiner beiden Freunde ausfindig zu machen. |
|              | IN GROSSETO WOHNTE ITALO RAGNI JG. 1900 VERHAFTET 1939 DEPORTIERT GUSEN ERMORDET 6.5.1941 MAUTHAUSEN   | Piazza del Duomo · Grosseto · | Italo Ragni wurde am 4. Juni 1900 in Campagnatico in der Provinz Grosseto geboren. Seine Mutter, Itala Rossi, starb bei seiner Geburt, sein Vater, Ciro Ragni, im Jahr 1903. Der verwaiste Italo wuchs daher bei seiner Tante Rosa Ragni Bacci in Grosseto auf. Nach dem Besuch der Grundschule arbeitete Italo in der Landwirtschaft und im Bauwesen. Bereits in jungen Jahren schloss sich Italo den anarchistischen Gruppierungen Grossetos und dem Circolo libertario Germinal unter der Leitung von Firmo Biagetti, Marcuccio Marcucci, Angiolino Moretti und Egisto Serni an. Italo nahm am Streik am 4. Dezember 1919 und an der Besetzung des Bahnhofs Grossetos teil und wurde daraufhin angezeigt. Am 27. September 1923 wurde Italo Ragni als „gefährlich“ gemeldet, weil er die Gesellschaft von Revoluzzern suchte und als gewaltbereit galt. Im April 1924 zog Italo Ragni nach Lyon. Dort nahm er an den anarchistischen Angriffen gegen die dortigen Faschisten und deren Sekretär Mario Scribanti am 26. Mai 1927 teil. Zusammen mit einigen seiner Kameraden wurde Ragni verhaftet, konnte aus Mangel an Beweisen allerdings nie für seine Taten belangt werden und wurde am 5. August freigelassen. Bereits vorher war Italo Ragni in Lyon bekannt gewesen und wurde genau unter die Lupe genommen. Am 24. Oktober 1927 wurde Italo Ragni aus Frankreich ausgewiesen und zur belgischen Grenze gebracht. Im November 1927 teilte der Präfekt von Grosseto dem Innenminister mit, dass Italo Ragni eine Bedrohung darstelle. Daraufhin wurde sein Name in den Grenzregistern vermerkt und ihm wurde kein gültiger Pass mehr ausgestellt. Italo Ragni lebte von da an wahrscheinlich bis Januar 1929 im belgischen Lüttich. Dann zog er zusammen mit Umberto Malfatti nach Seraing. Im April 1929 ging er nach Brüssel, wo er zusammen mit Umberto Malfatti und Camillo Berneri für die Verbreitung der anarchistischen Zeitung Bandiera nera sorgt. Am 29. Juli 1929 wird er aufgrund seiner revolutionären Propaganda schließlich auch aus Belgien ausgewiesen und zur deutschen Grenze gebracht. Der italienische Polizeichef Arturo Bocchini, der die ganze Zeit über die Schritte Italo Ragnis beobachtet hatte, ordnete daraufhin die sofortige Verhaftung Ragnis im Falle seiner Heimkehr an. Außerdem sorgte er dafür, dass Ragni in das Bollettino delle ricerche, ein Register gesuchter Personen, aufgenommen wurde. Nach einem kurzen Aufenthalt in Deutschland kehrte Ragni nach Frankreich zurück und ließ sich in Villeurbanne nieder. Auch dort nahm er ab dem Sommer 1931 wieder an Versammlungen teil. Im Herbst 1931 unterstellt das italienische Innenministerium Ragni, Umberto Malfatti und anderen Kameraden ein geplantes Sprengstoffattentat auf Benito Mussolini. Daraufhin galt Italo Ragni in Italien als Terrorist und Attentäter. Italo Ragni nahm weiterhin an verschiedenen Treffen und Versammlungen in Villeurbanne und Lyon teil und wurde dort trotz großer Vorsicht seinerseits am 16. April 1932 festgenommen. Da er gegen das Ausweisungsdekret verstoßen hatte, das Jahre zuvor gegen ihn verhängt worden war, wurde er im Herbst 1933 erneut aus Frankreich ausgewiesen und wurde zur spanischen Grenze gebracht. Er kehrte wenig später wieder illegal nach Paris zurück und verbreitete ab dem Beginn des Jahres 1934 in Belgien libertäre Propaganda. Außerdem nahm er daraufhin an einigen anderen Veranstaltungen, wie z. B. der Gedenkfeier für die Opfer des Faschismus in Paris und Wien (1935) und der Versammlung des CGT, ebenfalls in Paris (1935), teil. Bei der Versammlung des CGT in Paris sollte über neue Ausweisungsdekrete diskutiert werden und Italo Ragni meldete sich gemeinsam mit einigen Kameraden freiwillig, sich verhaften zu lassen und in Hungerstreik zu treten, um auf das Schicksal der Exilantinnen und Exilanten aufmerksam zu machen, die dazu gezwungen waren, entlang der Grenzen zu leben, weil sie aus mehreren Ländern ausgewiesen worden waren. Er nahm weiterhin an verschiedenen Veranstaltungen teil, z. B. in Clamart und Saint-Cloud. Im Juni 1935 wurde er unwiderruflich aus Frankreich ausgewiesen, kehrte allerdings am 10. März 1936 mit Egidio Fossi und vielen anderen zur Aufbahrung des Anarchisten Giovanni Sabbatici nach Paris zurück. Weitere Versammlungen folgten: zusammen mit Marzocchi und Fantozzi besuchte er die Konferenz Carlo Rossellis am 15. März 1936; am 26. Juni nahm er an einer Versammlung zum Asylrecht teil; am 2. Juli besuchte er den Vortrag Auro d’Arcolas (Pseudonym des anarchistischen Journalisten Tintino Persio Rasis). Am 19. August 1936 brach Italo Ragni nach Spanien auf, schloss sich der Colonna Italiana an und kämpfte an deren Seite am 28. August in der Schlacht von Monte Pelado und am 22. November in Almudevar. Im Mai 1937 verletzte ihn der Tritt eines Tieres und er kehrte daraufhin nach Frankreich zurück, wo er am 25. Mai 1938 von den französischen Behörden festgenommen wurde. Daraufhin war er einige Monate in Haft und wurde dann erneut an die belgische Grenze gebracht. Auch dieses Mal kehrte er wenige Tage später illegal nach Paris zurück. Im Jahr 1939 wurde sein Name auf die Liste der gesuchten Antifaschisten gesetzt, die es aus transalpinen Gebiet zu vertreiben galt. Über Italo Ragnis Verhaftung gibt es verschiedene Informationen: laut einem Dokument von Juni 1939, das in den Akten des C.P.C. (Code de procédure civile) (siehe Zivilprozessrecht (Frankreich)) verwaltet wurde, verhaftete man Italo Ragni im Februar oder März 1939 in Paris und sperrte ihn zusammen mit Egidio Fossi und Umberto Marzocchi in ein französisches Internierungslager. Ein Informationsschreiben des Innenministeriums vom Juli 1939 besagt hingegen, dass er Anfang Juni 1939 verhaftet worden sei. Jedenfalls wurde Italo Ragni am 27. Juni 1939 ins Camp de Gurs gebracht. Zur Dauer seiner Internierung liegen keine Informationen vor. Wahrscheinlich deportierten ihn die Nazis von dort aus ins KZ Mauthausen. Andere Theorien besagen, dass er den Nazis in die Hände gefallen sei, nachdem er sich den Maquis angeschlossen, oder – so eine andere nicht nachweisbare Theorie – nachdem er sich freiwillig für das französische Militär oder die Légion étrangère gemeldet hatte. Italo Ragni starb am 6. Mai 1941 im KZ Mauthausen. Das faschistische Konsulat von Paris informierte seine Vorgesetzten erst am 31. Juli 1941 über seinen Tod. Am 10. November 1941 stellte der Polizeipräsident Grossetos einen Antrag an die Polizeipräsidien von Mailand und Rom, Ragni aus der Liste der im Ausland lebenden Revoluzzer der Provinz zu streichen. |
|              | IN GROSSETO WOHNTE GIUSEPPE SCOPETANI JG. 1904 VERHAFTET 1943 DEPORTIERT 1944 GUSEN ERMORDET 18.2.1945 | Piazza del Duomo · Grosseto · | Giuseppe Scopetani wurde am 20. November 1904 in Grosseto geboren. Seine Eltern waren Isola Pomarani und Italo Scopetani und er hatte neun Geschwister. Die Familie kam ursprünglich aus der Provinz Arezzo. Die politische Ausrichtung der Familie war republikanisch und nachdem Giuseppe wie sein Bruder Bruno für einige Jahre mazziniano (Anhänger der Ideen Giuseppe Mazzinis) gewesen war, schloss er sich der kommunistischen Partei an. In Grosseto traf er sich mit Gastone Barbini und pflegte außerdem regen Briefwechsel mit dem in Nizza lebenden Raffaello Bellucci. Laut Barbini war Scopetani überzeugt davon, dass nur der Krieg das faschistische Regime stürzen würde und nahm die Nachricht der Unterzeichnung des Münchner Abkommens enttäuscht entgegen. Giuseppe Scopetani hatte zuerst als Drucker, dann als Versicherungsangestellter in der Firma Belluccis in der Via Vinzaglio in Grosseto gearbeitet. Als Versicherungsvertreter begann er damit, gesetzwidrige Propagandaschriften mit zu seinen Kunden zu nehmen. 1943 nahmen er, Raffaello und Albo Bellucci, Tullio Mazzoncini und Antonio Meocci an einer Versammlung des Militärausschusses von Grosseto teil. Die Versammlungen fanden zuerst im Haus Mazzoncinis in Grosseto, später, als sich die Bombenangriffe häuften, auf seinem Gut Campospillo in Magliano statt. Dank seiner Arbeitserfahrung als Drucker konnte Scopetani einen Hektographen entwickeln, mit Hilfe dessen antifaschistische Propaganda angefertigt und verbreitet werden konnte. Nach der Anzeige eines Spitzels und der darauffolgenden Razzia in Campospillo am 26. November 1943 wurde ein Haftbefehl gegen die Mitglieder der Gruppierung erlassen. Während Albo Bellucci und Tullio Mazzoncini bereits verhaftet worden waren, hielt sich Giuseppe Scopetani mit seiner Frau und seinem zweijährigen Sohn bei seinen Schwiegereltern in Scansano auf. Dort wurde er schließlich aufs Revier geladen. Anstatt die Gelegenheit zu nutzen und direkt nach dem Aufforderungsschreiben zu fliehen, begab er sich in die Kaserne und wurde sofort verhaftet. Daraufhin war er zuerst im Gefängnis von Siena, dann in jenem Parmas in Haft. Als Parmas Gefängnis Ziel eines Bombenangriffs wurde, konnte der Großteil der Gefangenen fliehen. Giuseppe Scopetani und Albo Bellucci versuchten, die Verletzten aus den Trümmern zu befreien und wurden dabei von der deutschen Polizei gefasst und zur Deportation verurteilt. Giuseppe Scopetani kam zwischen dem 24. und dem 27. Juni 1944 im KZ Mauthausen an und wurde mit der Matrikelnummer 76572 registriert. Er gab bei seiner Ankunft an, Drucker von Beruf zu sein. Nach kurzer Zeit wurde er ins KZ-Nebenlager Redl-Zipf, dann ins KZ Gusen, beide in Österreich, gebracht. Giuseppe Scopetani wurde am 18. Februar 1945 im KZ Gusen ermordet. Laut der Erzählung eines Kameraden waren Giuseppe Scopetani die Zündhölzer für seine Zigaretten ausgegangen. Auf der Suche nach neuen habe er sich in einen anderen Teil des Lagers begeben. Zu seinem Unglück hatten die Nazis die Ermordung aller Gefangenen jenes Lagerteils für eben diesen Tag vorgesehen. Durch einen unglücklichen Zufall sei so auch Giuseppe zusammen mit den anderen Gefangenen ermordet worden. |

### Magliano in Toscana
In Magliano in Toscana wurde ein Stolperstein verlegt.
| Stolperstein | Übersetzung                                                                                          | Verlegeort                          | Name, Leben |
| ------------ | --- | ----------------------------------- | --- |
|              | HIER WURDE VERHAFTET am 26.11.1943 TULLIO MAZZONCINI GEBOREN 1906 DEPORTIERT 1944 MAUTHAUSEN BEFREIT | Campospillo · Magliano in Toscana · | Tullio Mazzoncini wurde 1906 in Viareggio geboren. Er war überzeugter Antifaschist und tauschte sich häufig mit seinen gleichaltrigen Kameraden, die dieselbe politische Gesinnung verfolgten wie er selbst, aus. Nach dem Waffenstillstand am 8. September 1943 nahm er erstmals an den Versammlungen des Militärkomitees der Provinz teil und stellte sogar sein Haus in Grosseto, die Villa Mazzoncini in der Via Mazzini, als Veranstaltungsort zur Verfügung. Nach und nach wurde es immer gefährlicher, sich innerhalb der Ortschaft zu versammeln. Einerseits aufgrund der häufigeren Bombenangriffe, andererseits stieg das Risiko erwischt zu werden, weil immer wieder denunzierendes Geplauder und Gerüchte die Runde machten. Daher wurden die Versammlungen auf das Gut Campospillo, in der Gemeinde Magliano in Toscana, verlegt, welches ebenfalls im Besitz der Familie Mazzoncini war. Als Campospillo und die dort abgehaltenen gesetzwidrigen Aktivitäten und Treffen von einem Spion verraten wurden, durchsuchte die Guardia Nazionale Repubblicana am 26. November 1943 das gesamte Anwesen und fand verhängnisvolle Gegenstände, wie z. B. einige Waffen und den Hektographen, der für den Druck der antifaschistischen Propagandablätter verwendet worden war. Tullio Mazzoncini wurde daraufhin sofort verhaftet, während seinem Kameraden Antonio Meocci die Flucht gelang. Auch andere Mitglieder der Gruppierung, wie Albo Bellucci und Giuseppe Scopetani, wurden festgenommen. Zusammen mit Bellucci und Scopetani war Tullio Mazzoncini zuerst im Gefängnis in Parma, dann in jenem Sienas in Haft. Am Beginn des Jahres 1944 (vermutlich am 23. oder 24. Januar 1944) wurden sie ins Lager Mauthausen gebracht, dessen Schrecken Tullio Mazzoncini als einziger der drei überlebte. Nach seiner Befreiung suchte Tullio Mazzoncini für den Rest seines Lebens nach Informationen über die Gefangenschaft und die Ermordung seiner beiden Kameraden im Lager. |

## Verlegedaten
Die Stolpersteine in der Provinz Grosseto wurden von Gunter Demnig persönlich an folgenden Tagen verlegt:
- 13. Januar 2017: Grosseto[7]
- 9. Januar 2018: Magliano in Toscana